# لارن بنت
لارن بِنِت (به انگلیسی: Lauren Bennett) (متولد ۲۳ ژوئن ۱۹۸۹) خواننده، رقصنده، و مانکن اهل انگلستان است. بیشتر معروفیت وی به‌خاطر همکاری با گروه‌های دخترانه G.R.L. و پارادایز گرلز است. او هم‌اکنون در گروه پوسی‌کت دالز فعالیت می‌کند.